# Heptandria

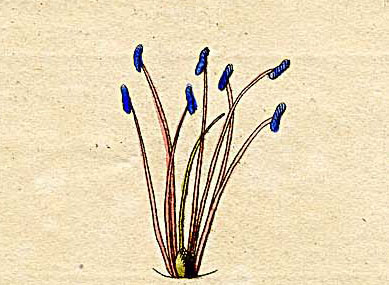
Heptandria

Em botânica, heptandria  é uma classe de plantas segundo o sistema de Linné.  Apresentam flores hermafroditas com sete estames livres e iguais.
As ordens e os gêneros que constituem esta classe são:
Ordem: Monogynia (com um pistilo)
Gêneros: Trientalis, Aesculus

## Ordem heptandria
No mesmo sistema de classificação, heptandria  é uma ordem da classe Monoecia.